# 007/ユア・アイズ・オンリー
『007/ユア・アイズ・オンリー』（ダブルオーセブン ユア・アイズ・オンリー、原題: For Your Eyes Only）は、ジョン・グレン監督の1981年のスパイアクション映画。映画「ジェームズ・ボンド」シリーズ第12作目。
ジョン・グレン監督の1作目として、これまでの推理小説的映画からスタントシーンも多いアクションムービーとなった作品で、『48時間』などのハリウッドアクションムービーにも影響を与えた映画である。オープニングのヘリコプター・空中スタントから、カーチェイス、スキーアクション、銃撃戦、そして水中での格闘、ロック・クライミングと、アクション・シーンが満載となっている。また、スター・ウォーズの影響を受け、SF色が濃かった前作『ムーンレイカー』から、シリーズの原点へ軌道修正された。

## ストーリー
地中海のアルバニア沖にて、漁船に偽装して調査活動をしていた英国スパイ船「セント・ジョージ」が何者かが仕掛けた機雷によって沈没した。この船にはイギリス軍のミサイルを自由に操って誘導できる装置、ATACが搭載されていた。それを知ったソ連はさっそくギリシャの組織にATACを手に入れるように依頼する。
一方ボンド（ロジャー・ムーア）は休暇中のMに代わり、政府の意を受けて調査していたハブロック博士（ジャック・ヘドレイ）が殺されたことによって、殺しの実行者ゴンザレス（ステファン・カリパー）がいるスペインへ飛ぶが、ゴンザレスの仲間に捕まってしまう。武器も奪われ窮地に立つボンドだが、突然ゴンザレスが何者かにクロスボウで撃ち殺され、その混乱に乗じボンドは博士の美しい娘メリナ（キャロル・ブーケ）と遭遇しともに逃亡する。ゴンザレスを殺したのは両親を殺された復讐を目論んだメリナの仕業であった。ゴンザレスを殺されたことで手がかりを失った政府は、博士殺しの黒幕を突き止めるのは不可能だと判断するが、ボンドはゴンザレスに殺しの報酬の札束を渡した男が怪しいと睨む。Qの協力を得てその男がロック（マイケル・ゴザード）であることを掴み、メリナやロック、そして第2次大戦当時からの対英協力者のクリスタトス（ジュリアン・グローヴァー）との紆余曲折を経てギリシャへ飛ぶ。

## キャスト
- ジェームズ・ボンド - ロジャー・ムーア

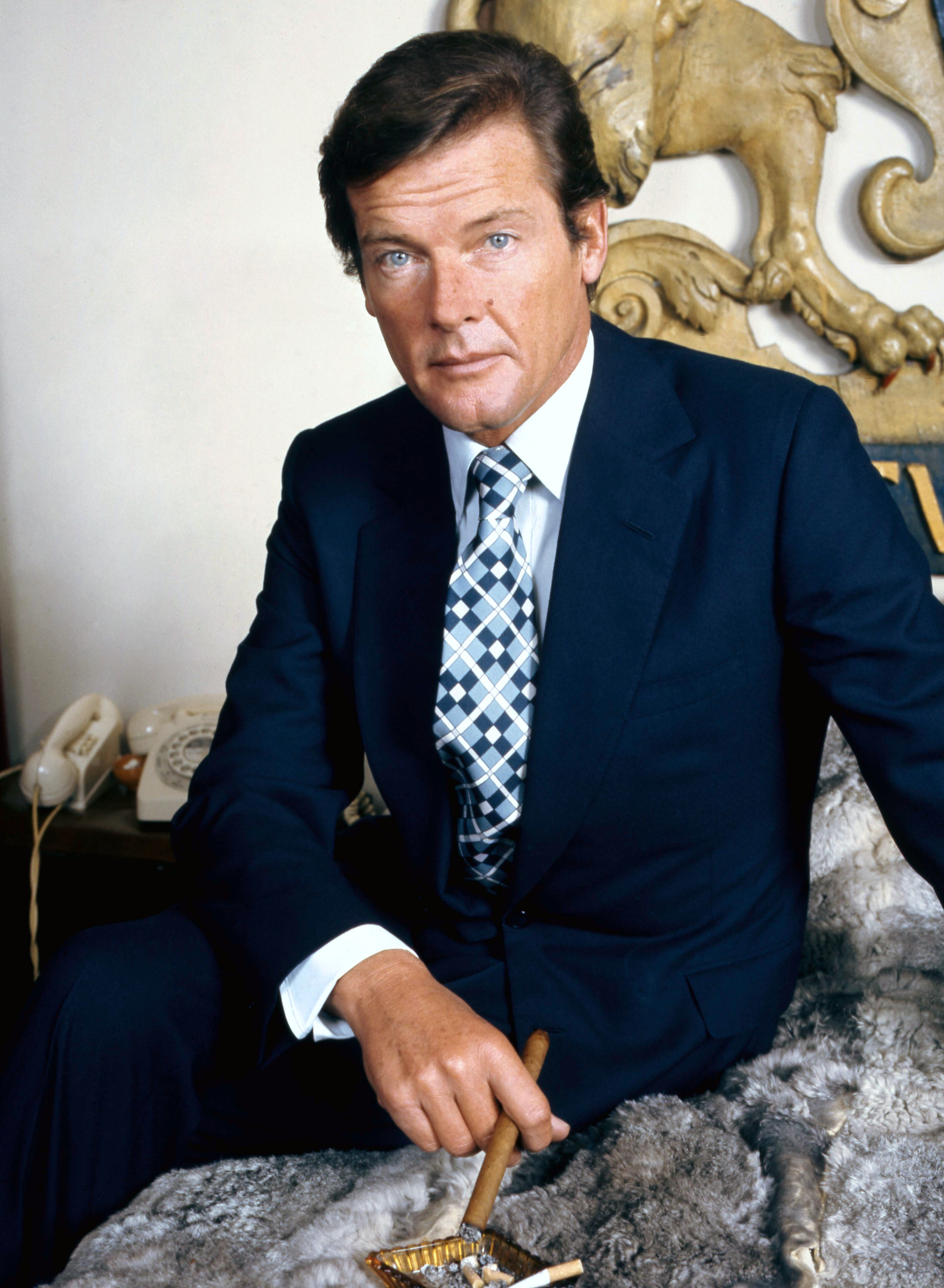
主人公のロジャー・ムーア

- アリスト・クリスタトス - ジュリアン・グローヴァー
- ミロス・コロンボ - ハイアム・トポル
- メリナ・ハブロック - キャロル・ブーケ
- リスル伯爵夫人 - カサンドラ・ハリス
- エミール・L・ロック - マイケル・ゴタード（英語版）
- クリーグラー - ジョン・ワイマン
- ハブロック卿 - ジャック・ヘドレイ
- ビビ・ダール - リン＝ホリー・ジョンソン
- ブリンク - ジル・ベネット
- ゴゴール将軍 - ウォルター・ゴテル
- クラウス - チャールズ・ダンス
- グレイ国防大臣 - ジョフリー・キーン（英語版）
- ビル・タナー（英語版） - ジェームズ・ビリエ（英語版）
- ルイージ・フェラーラ - ジョン・モレノ（英語版）
- カラゲオルギー - ポール・アンジェリス
- アイオナ・ハヴロック - トビー・ロビンス
- アポスティス - ジャック・クラフ
- サントス - アルキス・クリティコス
- ニコス - スタッグ・ティオドール
- ゴンザレス - ステファン・カリパー
- 海軍本部長 - グラハム・クローデン
- 海軍副本部長 - ノエル・ジョンソン
- マグレガー - ウィリアム・ヘイランド
- バンキー - ポール・ブロック
- ラブレヴィッチ - エバ・ルエバー＝ステイアー
- 花屋女性店員 - ロビン・ヤング
- Mantis Man - グラハム・ホークス
- デニス - ジョン・ウェルス
- 首相 - ジャネット・ブラウン
- Q - デスモンド・リュウェリン
- ミス・マネーペニー - ロイス・マクスウェル
- スミサーズ - ジェレミー・ブロック

### ボンドガール
フランス人女優のキャロル・ブーケは、歴代のボンドガールでも、特に「知的な雰囲気」と美しさをあわせ持っていると評判となった。

## スタッフ
- 原作 - イアン・フレミング
- 監督 - ジョン・グレン
- 製作 - アルバート・R・ブロッコリ
- 脚本 - リチャード・メイボーム、マイケル・G・ウィルソン
- 音楽 - ビル・コンティ
- 主題歌 - シーナ・イーストン
  - 作詞 - ミック・リーソン
  - 作曲 - ビル・コンティ
- 撮影 - アラン・ヒューム
- 編集 - ジョン・グローヴァー
- 脚本 - リチャード・メイボーム
- プロダクション・デザイン - ピーター・ラモント
- 美術 - ジョン・フェンナー
- 特殊効果 - ジョン・エヴァンス
- 視覚効果 - デレク・メディングス
- メインタイトル・デザイン - モーリス・ビンダー
- 日本語字幕 - 高瀬鎮夫（劇場公開版）[3]、菊地浩司（ソフト版）[4]

## 興行成績
公開初日の観客動員数は前作の3割増し、全世界のチケット売り上げは約2億ドル。レンタルビデオでは2650万ドルとなった。1981年の映画の世界興行成績で、『レイダース/失われたアーク《聖櫃》』に次ぐ第2位を記録した。日本では1981年度の全体及び外国映画配給収入で『エレファントマン』（24億5000万円）に次ぐ第2位（20億5000万円）で、日本映画の第1位『連合艦隊』（19億円）を上回った。

## 制作エピソード
- M役のバーナード・リーが撮影前に逝去したため、彼への敬意を示し、今作ではMは登場しない（休暇中という設定）[6]。代わりに国防大臣フレデリック・グレイと参謀本部長が指令を命じた。国防大臣を演じたジョフリー・キーンは同じ役で『私を愛したスパイ』『ムーンレイカー』『オクトパシー』『美しき獲物たち』『リビング・デイライツ』にも出演した。
- ボンドガール役のキャロル・ブーケは前作『ムーンレイカー』の撮影スタジオを見学に行った際、ユナイテッド・アーティスツの広報担当であるチャールズ・ジュローがブロッコリに推薦して抜擢された。「長い髪が美しいからボウガンを持たせたら映える気がした」「シャネルのイメージガールに選ばれたほどの美貌だ。メリナ役にはうってつけだった」と語っている。
- トポルは、パーティの席でブロッコリの妻ダナにコロンボ役を指名された。
- クリスタトス役のジュリアン・グローヴァーは、かつてボンド役の候補になったことがある。
- 公開時のポスターでは、青のビキニを穿き、クロスボウを持ったハイヒールの女性が大きく股を開いて立ち、その脚の間の向こう側でボンドが銃を構えている構図が作られた。その女性はシチュエーションから考えるとキャロル・ブーケに思えるが、後ろ向きで上半身は写っていない。実際は誰であるか取りざたされた末、ニューヨーク生まれのジョイス・バートル（当時22歳）であることが明らかになった[7]。
- ゴンザレスがくつろぐプールにいる女性たちの一人を演じたテューラは、その後性転換した元男性であることが判明した。
- 雪山のシーンでは大勢が食事するテラスのテーブルの上を、ジャンプしてきたボンドがスキーで滑走してめちゃくちゃにする。このとき、ワイングラスを片手に驚いて立ち上がる男は、助監督のビクター・トジャンスキー。彼は『私を愛したスパイ』、『ムーンレイカー』でも同様の趣向で登場し、今回が最後となった。

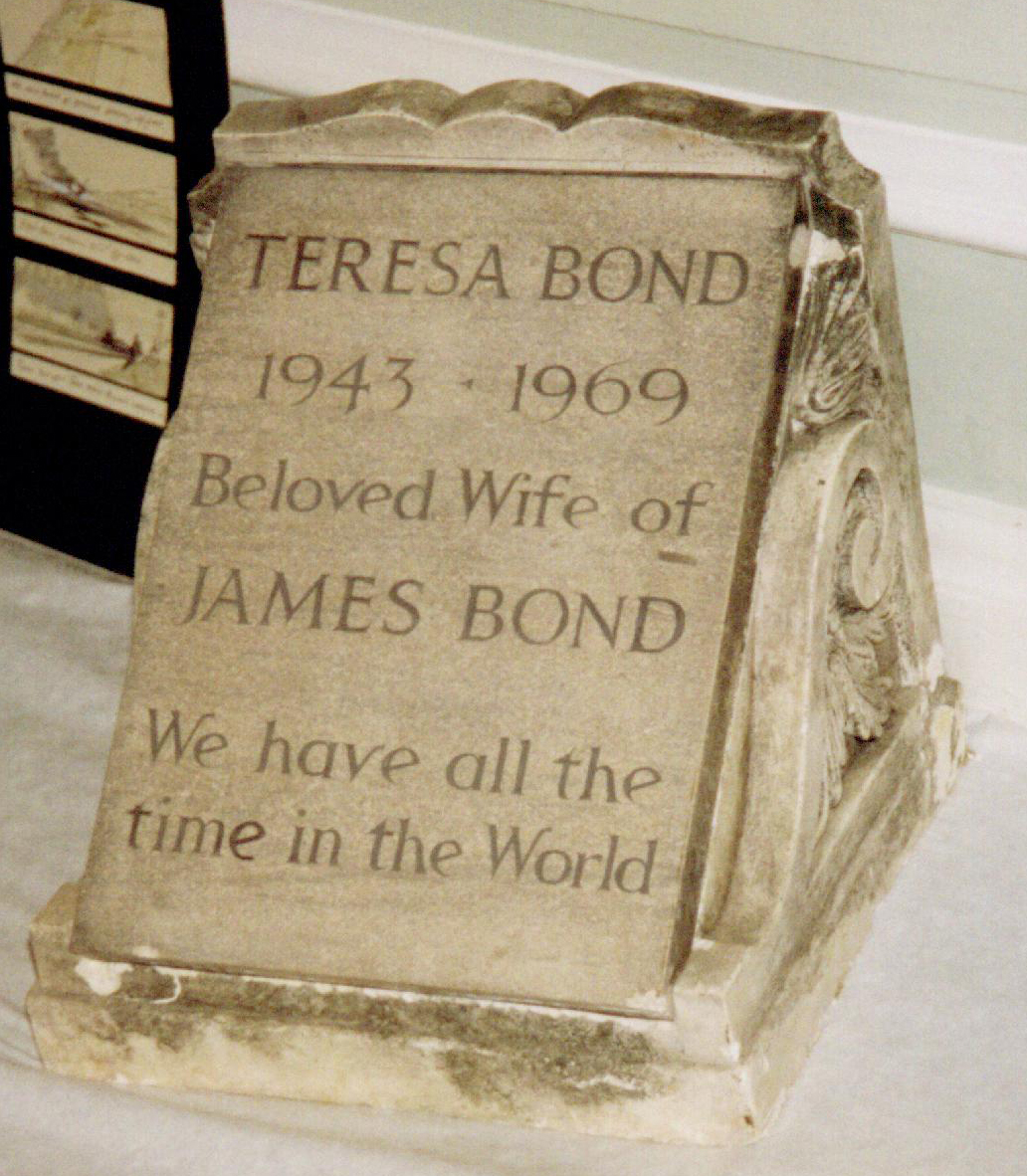
テレサ・ボンド(トレーシー)の墓標

- オープニングでボンドは妻テレサ(トレーシー)の墓参りをする。彼女は『女王陛下の007』のエンディングでボンドと結婚式を挙げるが、その直後に仇敵スペクターの首領エルンスト・スタヴロ・ブロフェルドによって殺された。墓標によると、1943年生まれ、1969年（『女王陛下-』の公開年）没となっている。
- 続く場面でボンドを窮地に陥れるのは、スキンヘッドでペルシャ猫を抱いた電動車椅子の男。どう見てもブロフェルドのように思えるが、劇中では一切名前が出ず顔も写らない[8]。これは、『サンダーボール作戦』の映画化権を持つケヴィン・マクローリーが、スペクターとブロフェルドの著作権が自分にあることを主張していたためである。ボンドはこの男を、ノース・テムズ・ガス・ボード社の建物の煙突の中に落下させ、以後2015年の『スペクター』が公開されるまでシリーズにはブロフェルドらしき人物は登場していなかった。一方、マクローリーは1983年にショーン・コネリー主演で『サンダーボール作戦』をリメイクした『ネバーセイ・ネバーアゲイン』を製作し、スペクターとブロフェルドを登場させた。2012年にFacebookの公式アカウントで行われた「全作品を通じて好きなシーン」を募集し発表する企画で、一連のシーンが「ブロフェルドの死」という題名で取り上げられた[9]。また、車椅子＆ギプスについては『女王陛下の007』でのボンドとのボブスレーでの決闘シーンに敗れたときに負った強度のむち打ち症の後遺症と推測される[10]。
- 伯爵夫人リスル役のカサンドラ・ハリスは、後に5代目ボンド役を務めたピアース・ブロスナンの妻だった。その後、1991年にガンで他界。ブロスナンはロケ地に陣中見舞いに訪れている。スタッフの多くがそのとき、ブロスナンの端正な容姿を見て、将来のボンドになることを確信したという。ブロッコリもブロスナンのことを後々まで覚えていた。
- 前2作から引き続き、国防大臣とゴーゴル将軍は再登場しており、ジョーズもベビーフェイスとして再登場が検討されたが、結果として見送られた。
- ロジャー・ムーアは本作撮影終了後、ボンド役の「降板を正式に表明」したが、適任者が見つからないことなどから、「続投」することになる。なおそれに際して後にボンド役を務めることになるティモシー・ダルトンにもオファーが来たものの「ココ・シャネル」の出演を当時控えていたことから断念した背景がある。
- 見せ場となるシトロエン・2CVによるカースタントは『ミニミニ大作戦』で注目されたレミー・ジュリアンが担当した。ジュリアンは『007/消されたライセンス』でもタンクローリーのスタントを担当している。

## 主題歌

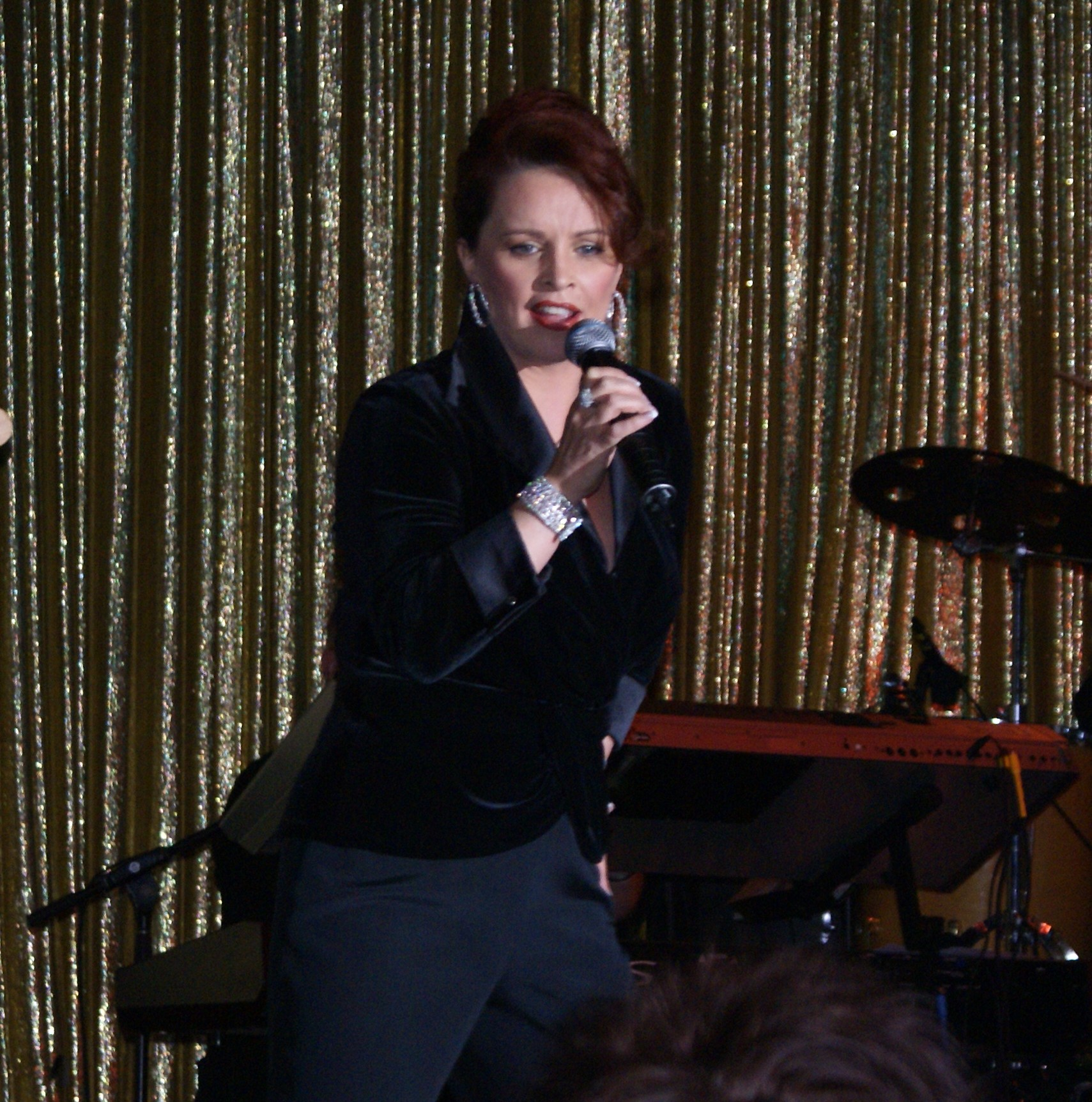
主題歌のシーナ・イーストン

主題歌「For Your Eyes Only」は、1980年代にヒットを量産したイギリスの新人女性シンガー、シーナ・イーストンが抜擢された。さらに、シーナ本人がオープニング・タイトルに登場する。シリーズを通じて主題歌を歌う本人がオープニング・タイトルに登場するのは、本作におけるイーストンが唯一の例（ただし第20作『ダイ・アナザー・デイ』では、主題歌を歌うマドンナが本編中に端役でカメオ出演している）。同主題歌は、イギリスの「ミュージック・ウィーク」誌では、最高位8位、アメリカの「ビルボード」誌では、最高位4位と、両国でトップ10入りを果たし大成功だった。また、主題歌候補として「For Your Eyes Only」は他にブロンディ（詞も曲も異なる）が歌っているが、最終選考でイーストンに敗れた。
映画「ロッキー」のサウンドトラックを手がけたビル・コンティが担当した同サウンドトラック・アルバムは、「ビルボード」誌アルバム・チャートで最高位84位だった。タイトルに歌手を登場させた理由としてビンダーは一言「美人だから」と答えている。また、映像ではトップレスに見えるが、イーストンは歌手のため、撮影では肩出しのドレスを着用していた。

## エピソード
- “Eyes Only”なら「見て読む以外不可（複写など不可）」の意味の慣用句で、極秘・部外秘文書に使われる（“No Duplicate”―禁複製と同じ）。原作の邦題「読後焼却すべし」や「他言無用」が意訳として適切である。原題“For Your Eyes Only”は、「あなただけに見て欲しい」という女性からの性的誘惑も暗示したダブル・ミーニングとなっている。ボンド映画の世界観を端的に表現した秀逸なタイトルといえる。物語の最後にメリナがボンドを「月夜の海へダイビング」に誘うために青のバスローブを鮮やかに脱ぎ、このセリフを言う。メテオラ

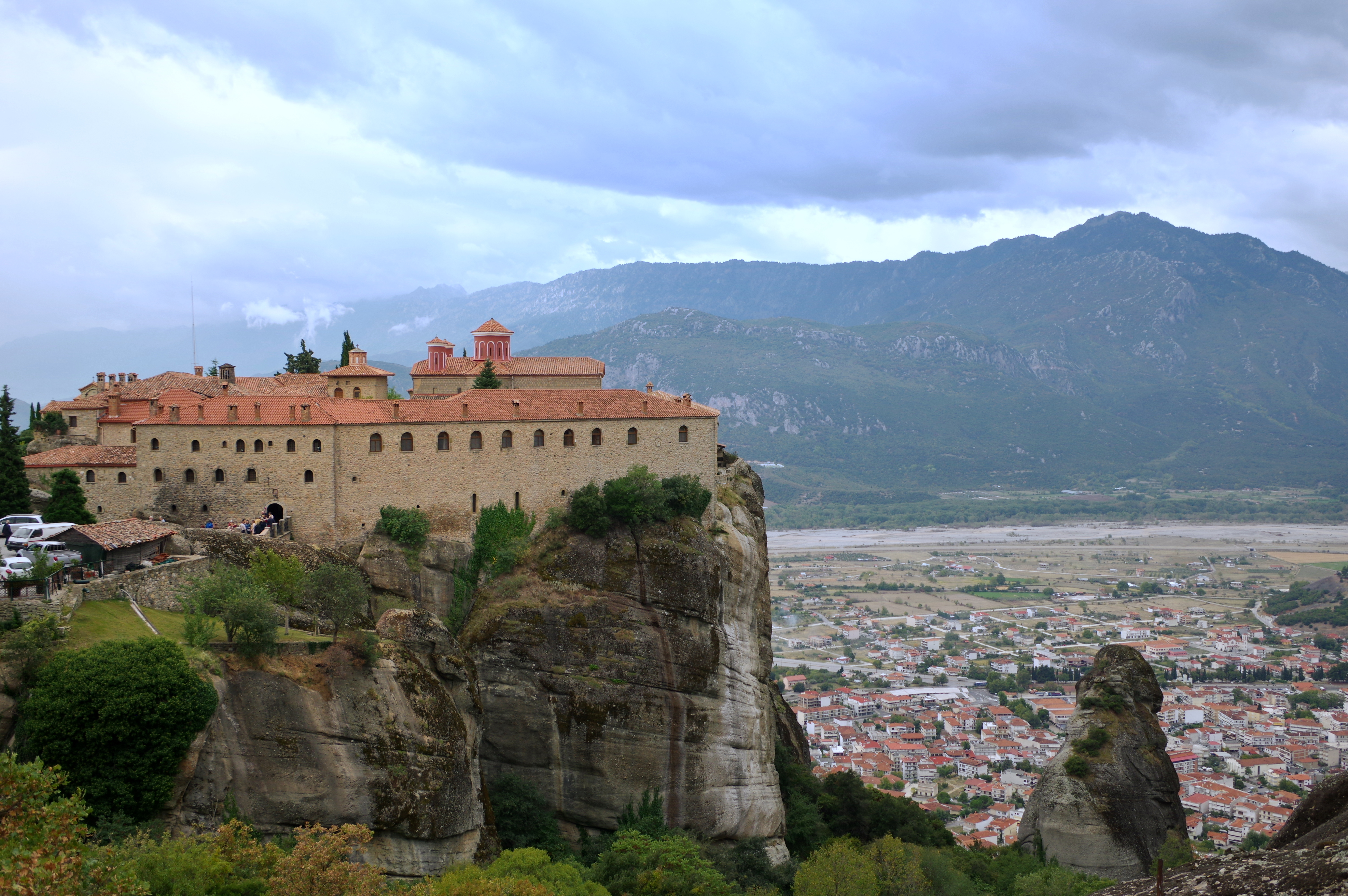
メテオラ

- そのメテオラでは当初、「セクシーさとバイオレンスに満ちた映画」ということで修道院の宗教家達の反発をまねき、修道院の屋根に撮影反対を訴える派手な布が覆い被せられていた。他にも様々なトラブルがあった。
- キャロル・ブーケ演じるメリナは、それまでの作品のボンドガールよりも、黒く長い髪をなびかせ、「聡明でクールビューティーな魅力を持つ美女」として歴代のボンドガールの中でも抜きんでたものがあった。ロジャー・ムーアも印象深いボンドガールにブーケを挙げ、「瞳の色がきれいで、息を呑むような美しさだった」と振り返っている。その清楚なイメージを保つため、彼女の性生活についてのセリフが削られている（DVD版に特典映像として収録）。また、終盤に潜水服の胸元をクリスタトスの部下にナイフで引き裂かれ、皆が好奇の目で見つめる中、服を強引に脱がされるシーンがカットされている。その後、ボンドと抱擁するような格好で縄で縛られる場面でも、当初は清潔な白の下着姿の予定だったが、現場でブーケが実際に服を脱いで白のブラジャーとショーツ姿になると、監督は清楚なメリナが官能的になりすぎると判断し、着衣にしようとした。しかし、ブーケを脱がせたかったブロッコリら製作側は「ボンドガールの伝統に反する」と譲らず、最終的に折衷案として黒のビキニパンツと白のTシャツに変えられて肌の露出は脚部のみに留まった。また、歴代のボンドガールでは珍しく、最後までボンドとのベッドシーンはない（暗示されているだけで直接の描写はない）ばかりか、物語のラストまでボンドとキスさえも交わしていない。
- エンドロールではボンドとメリナらしきアニメーションが2人で海を泳ぐシーンで締められている。エンドロールにアニメーションが登場するのは本作のみ。
- ブーケは鼻の病気で水中に潜ることが出来なかった。そのため、水中にいるように見せかけるため機械で風を送り、スローモーションで撮って泡を付け加えた。この映像美は高く評価された。
- 本作に出てくる潜水艇ネプチューン号は、プロダクション・デザイナーのピーター・ラモントがデザインした。
- スキーウェア企業の創業者の息子ウィリー・ボグナー（Jr.）が、『私を愛したスパイ』に続きスキー・アクション・スキーの撮影を担当。

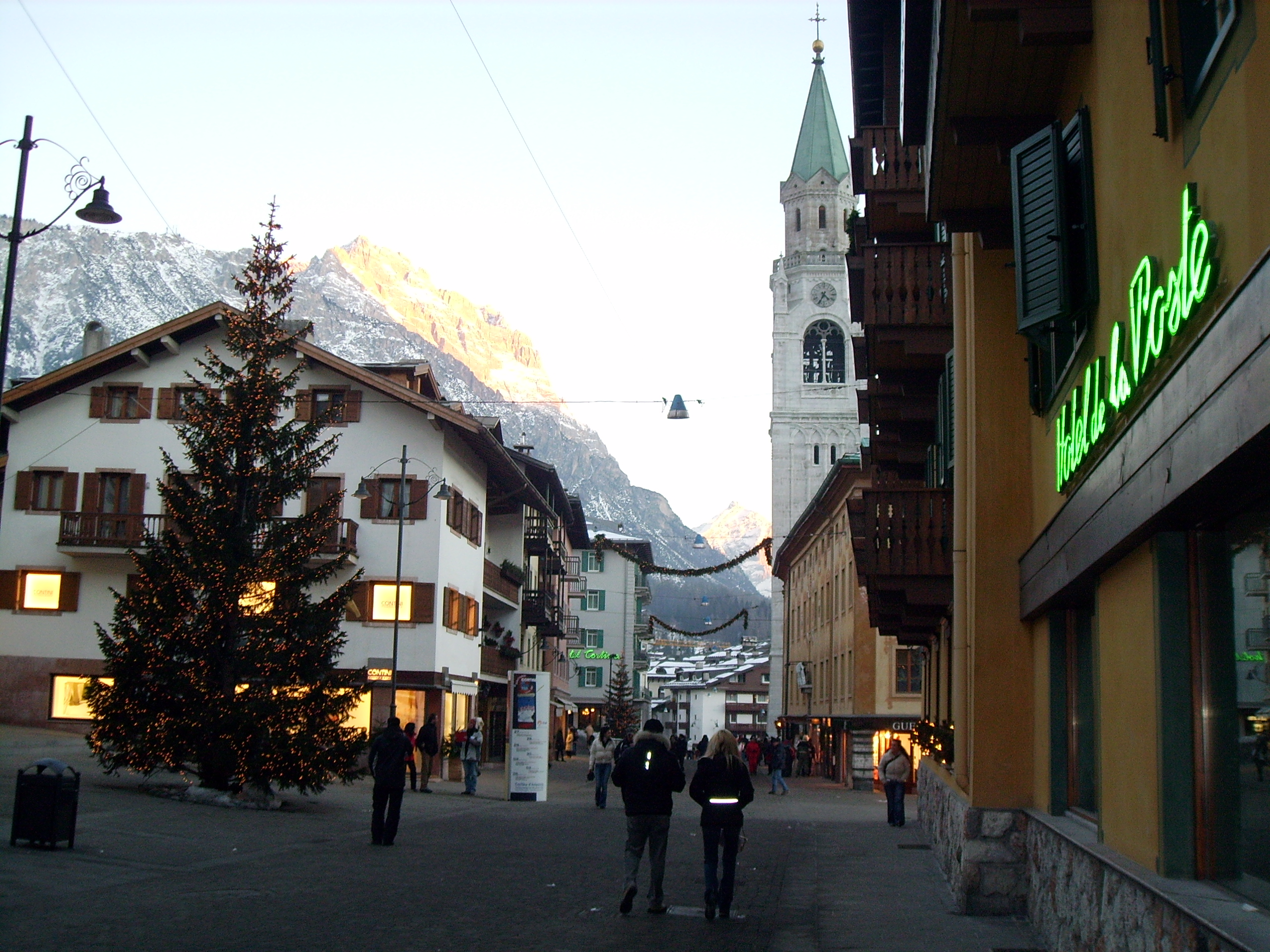
コルティナダンペッツォ

- オープニングでボンドを迎えに来るヘリコプターには、Universal Exports（ユニバーサル貿易）と書かれているが、これは007シリーズの英国情報部が隠れ蓑としている会社名。
- メリナの両親が殺される場面や、ボンドとロックの対決などは、ギリシャのコルフ島で撮影された。カジノのシーンは、同島にオーストリアのエリザベート皇后が建てたアレキオン宮殿が使われた。カーチェイス・シーンは、スペインのマドリッド近郊という設定になっているが、実際はこれもギリシャで撮影された。
- 雪山のロケが行われたコルティナダンペッツォは、1956年の冬季オリンピック開催地で、スケート・リンクやスキーのジャンプ台などでも撮影が行われた。本作の公開時、007映画最大の市場であり、共同製作国であったアメリカでは、レークプラシッドオリンピック開催の翌年にあたり、ウィンター・スポーツへの関心が高い時期だった。
- ソ連KGBのゴーゴル将軍の乗るヘリコプターは、ソ連が開発しポーランドで生産されたMi-2が使用された。
- ボンドとゴーゴル将軍とは、前二作『私を愛したスパイ』と『ムーンレイカー』では曲がりなりにも協調路線を歩んできたが、本作ではATACの争奪戦を繰り広げる。2年前の1979年にソ連のアフガニスタン侵攻が起こり、翌1980年には、アメリカを始めとする西側諸国がモスクワオリンピックをボイコット（ただしイギリスは参加）するなど、70年代のデタントから一転し東西の緊張が高まっていたことが背景にある。ただしラストではデタントに通じる発言をボンドが発し、ゴーゴルもそれを笑顔で受け入れている。また、ゴーゴルはATACを求めながらもボンドを殺す意図は無かったようで、ボンドを撃とうとした部下を制止する場面がある。
- 監督ジョン・グレンのシンボルは鳩。彼が監督した007シリーズには、鳩の登場シーンがある。本作では、ボンドがメテオラの断崖を登る際、岩陰から急に飛び立ち彼を驚かす。

## 日本語吹替
| 役名                     | 俳優                     | TBS版      | ソフト版   |
| ------------------------ | ------------------------ | ---------- | ---------- |
| ボンド                   | ロジャー・ムーア         | 広川太一郎 | 広川太一郎 |
| メリナ・ハブロック       | キャロル・ブーケ         | 戸田恵子   | 沢海陽子   |
| アリスト・クリスタトス   | ジュリアン・グローヴァー | 穂積隆信   | 有本欽隆   |
| ミロス・コロンボ         | トポル                   | 小林清志   | 水内清光   |
| ビビ・ダール             | リン＝ホリー・ジョンソン | 潘恵子     | 武田華     |
| リスル                   | カサンドラ・ハリス       | 沢田敏子   | 早野ゆかり |
| ロック                   | マイケル・ゴサード       | 阪脩       |            |
| ゴゴール                 | ウォルター・ゴテル       | 中庸助     | 島香裕     |
| Q                        | デスモンド・リュウェリン | なし       | 白熊寛嗣   |
| マネーペニー             | ロイス・マクスウェル     | なし       | 泉裕子     |
| ルイジ・フェラーラ       | ジョン・モレノ           | 納谷六朗   |            |
| ゴンザレス               | ステファン・カリファ     | 石塚運昇   |            |
| タナー                   | ジェームズ・ヴィリアーズ | 阪脩       | 佐々木睦   |
| グレイ                   | ジェフリー・キーン       | 宮内幸平   | 佐々木省三 |
| ヤコバ・ブリンク         | ジル・ベネット           | 巴菁子     |            |
| エリック・クリーグラー   | ジョン・ワイマン         | 星野充昭   |            |
| ティモシー・ハブロック卿 | ジャック・ヘドレー       | 加藤正之   |            |
| 車椅子の男               | ジョン・ホリス           | 加藤精三   |            |
| 司令官                   | ピーター・フォンテイン   | 石森達幸   |            |
| 海軍士官                 | コーネリアス・ギャレット | 稲葉実     |            |
| 花屋の店員               | ロビン・ヤング           | 堀越真己   |            |
| セント・ジョージ号の船長 |                          | 広瀬正志   |            |

- TBS版 - 初回放送1987年12月22日（火）20:00-21:54 『ザ・ロードショー』※キングレコードから発売の特別版DVDに収録。

プロデューサー - 上田正人、演出 - 小山悟、翻訳 - 木原たけし、効果 - 遠藤堯雄/桜井俊哉、調整 - 小野敦志、製作 - 東北新社/TBS、解説 - 荻昌弘。

- ソフト版 - 初出2006年11月22日発売 DVD アルティメット・コレクション

地上波初回放送2009年1月25日21:00-22:54 テレビ朝日『日曜洋画劇場』
その他声の出演︰浦山迅、永田博丈、奥田啓人、桐山ゆみ、高越昭紀、四宮豪、伊藤静
演出 - 福永莞爾、翻訳 - 谷津真理、調整 - 金谷和美、製作 - 東北新社

## 秘密兵器
本作は秘密兵器に頼らないボンドを描くという意図から、その登場は極めて少ない。
- ボンドカーとしてロータス・エスプリターボが使用されたが、本格的なカーチェイスを行うのは、シトロエン・2CVである。
- 日本の時計メーカーの腕時計「ハイブリッド」を着用。衛星回線による通信機能を備え、音声通信と液晶ディスプレイへのメッセージ表示が可能。エンディングでは、女性首相からの通信が入るが、ボンドは毎回恒例の理由で黙殺する。この他に、同じ会社のダイバープロフェッショナルも使用されている可能性がある[15][16][17]。
- ロックの身元を割り出すのに、Qが開発中の「3-D・ビジュアル・アイデンティグラフ」を使用。モニターを見ながら対象者の立体画像を作成し、インターポール、CIA、モサッド、西ドイツ警察などのファイルと照合できる。
  - この装置のある部屋に入る扉の暗証コードは、『私を愛したスパイ』
  - 人形が差した雨傘に水をかけると、刃が飛び出して傘が閉じ、人形に突き刺さる。それを見たボンドは、"Singing in the Rain"（『雨に唄えば』）をもじった駄洒落を言い、Qの不興を買った。

## 原作
"For Your Eyes Only" はイアン・フレミングの小説007シリーズ第1短編集（単行本としては8冊め）で、1960年、ジョナサン・ケープより出版された。日本では1964年に『007号の冒険』のタイトルで、東京創元社から井上一夫訳により発売され、2007年に改訳版が『007/薔薇と拳銃』のタイトルで発売された。

### 収録作
バラと拳銃（薔薇と拳銃） - From a View To A Kill
映画『007/美しき獲物たち』に題名が使用された。
あらすじ　フランスで英国諜報部の伝令兵が何者かに暗殺され、秘密情報が盗まれた。ボンドはMからの指令で、この事件の調査をフランス支局のメアリー・アン・ラッセルと行い、暗殺者を探し出す。
読後焼却すべし - For Your Eyes Only
本短編集の表題作。本映画『007/ユア・アイズ・オンリー』の原作。前半部のエピソードに使われている。
あらすじ　ジャマイカのハヴロック夫妻がゴンザレス少佐によって暗殺された。ハヴロックはMの友人であり、Mは敵討ちのためにボンドをゴンザレス少佐の上司で事件の黒幕でもあるフォン・ハマースタイン大佐の元へ派遣する。ボンドは彼のモーテルの近くで暗殺の機会をうかがっていると、すぐ傍で、ハマースタインに照準を合わせる美女、復讐に燃えるハヴロック夫妻の娘ジュディに出会う。
危険 - Risico
本映画『007/ユア・アイズ・オンリー』のもう一つの原作。中盤のエピソードに丸ごと使われている。
あらすじ　麻薬密輸の捜査で、ボンドはイタリアの富豪、クリスタトスから麻薬密輸はコロンボという男が行っていると教えられる。その後、ボンドはコロンボの愛人であるリスルの手引きでコロンボの元に連れていかれる。そこでコロンボにボンドはクリスタトスこそが本当の黒幕だと教えられる。
珍魚ヒルデブランド - The Hildebrand Rarity
登場人物が映画『007/消されたライセンス』に使用された。"PLAYBOY" 1960年3月号掲載。
あらすじ　ボンドはセイシェル諸島の連絡員、フィデル・バービーと共にアメリカの億万長者、ミルトン・クレストの船に招待される。クレストは粗暴な性格で、妻のエリザベスに暴行を行っていた。エリザベスはついにクレストの行動に耐えかねて、彼を・・・
ナッソーの夜 - Quantum of Solace
映画『007/慰めの報酬』の原作。"COSMOPOLITAN" 1959年5月号掲載。
あらすじ　ボンドはナッソーの総督官邸のパーティーで、総督からローダ・ルウェリンとフィリップ・マスターズという男女の不運な話を聞かされる。

### 出版
- イアン・フレミング 著、井上一夫 訳『007/薔薇と拳銃』東京創元社、2007年6月。ISBN 9784488138073。
- Fleming, Ian (2009-9-3) (英語). For Your Eyes Only. Penguin. ISBN 9780141045030